# Stanisławów Nowy
Stanisławów Nowy [pronunciación en polaco: /staniˈswavuf ˈnɔvɨ/] es un pueblo en el distrito administrativo de Gmina Lutomiersk, dentro del Distrito de Pabianice, Voivodato de Łódź, en Polonia central. Se encuentra aproximadamente 6 kilómetros al norte de Lutomiersk, 21 kilómetros al noroeste de Pabianice, y 19 kilómetros al oeste de la capital regional, Łódź.